# Elliots lijstergaai
Elliots lijstergaai (Trochalopteron elliotii; synoniem: Garrulax elliotii) is een zangvogel uit de familie Leiothrichidae. Deze vogel is genoemd naar de Amerikaanse ornitholoog Daniel Giraud Elliot die bevriend was met de auteur.

## Verspreiding en leefgebied
Deze soort is endemisch in zuidwestelijk en zuidelijk-centraal China.

## Status
De grootte van de populatie is niet gekwantificeerd maar de soort wordt omschreven als algemeen. Op de Rode lijst van de IUCN heeft deze soort de status niet bedreigd.